# Trichophaea abundans
Trichophaea abundans är en svampart som först beskrevs av Petter Adolf Karsten, och fick sitt nu gällande namn av Jean Louis Emile Boudier 1907. Trichophaea abundans ingår i släktet Trichophaea och familjen Pyronemataceae.  Arten är reproducerande i Sverige. Inga underarter finns listade i Catalogue of Life.